# Live at the Royal Albert Hall (álbum de David Bisbal)
Live At the Royal Albert Hall é um álbum do cantor e compositor espanhol David Bisbal. Este álbum, é o quinto álbum ao vivo do cantor. Foi gravado no teatro Royal Albert Hall em Londres, e foi lançado no dia 13 de dezembro de 2012 em formato de CD e DVD, e para download digital, o álbum foi lançado no dia 12 de março de 2013.

## Antecedentes
Em 2011, o cantor estava comemorando 10 de anos de carreira com sua primeira turnê acústica, Una Noche En El Teatro Real, álbum este lançado no dia 15 de dezembro de 2011.
Em 12 de dezembro de 2012 ele lançou o álbum em formato de CD e DVD que foi gravado uns meses antes em Londres, onde dividiu o palco com Rosário, Malú, Luis Fonsi, Pastora Soler e a violinista britânica Lizzy May. Com este álbum, o cantor conseguiu o número um em vendas e o disco de platina na Espanha, tendo boas vendas também no México, EUA, e Argentina. O cantor fez um dueto com o cantor colombiando Cali & El Dandee na canção "No Hay Dos Sin Tres", tema oficial para o campeonato Euro que conquistou a seleção espanhola.

## Faixas
| Edição padrão |                                    |                |         |  |
| N.º           | Título                             | Compositor(es) | Duração |  |
| 1.            | "Almeria Tierra Noble"             |                | 4:06    |  |
| 2.            | "El Ruido"                         |                | 4:21    |  |
| 3.            | "Lloraré Las Penas"                |                | 4:45    |  |
| 4.            | "En un Rincón del Alma"            |                | 4:19    |  |
| 5.            | "Besos de Tu Boca"                 |                | 3:54    |  |
| 6.            | "Ave María"                        |                | 3:51    |  |
| 7.            | "Adoro" (feat. Pastora Soler)      |                | 5:09    |  |
| 8.            | "Lucia" (feat. Rosario)            |                | 4:21    |  |
| 9.            | "Dígale"                           |                | 5:44    |  |
| 10.           | "Aqui Estoy Yo" (feat. Luis Fonsi) |                | 4:12    |  |
| 11.           | "Sin Mirar Atrás"                  |                | 3:44    |  |
| 12.           | "Mi Princesa"                      |                | 5:06    |  |
| 13.           | "Y Si Fuera Ella"                  |                | 4:07    |  |
| 14.           | "Doy La Vida" (feat. Malú)         |                | 3:58    |  |
| 15.           | "Sombra y Luz"                     |                | 3:23    |  |

## Paradas Musicas
| Tabela musical (2012/2013) | Melhor posição |
| -------------------------- | -------------- |
| Espanha (TOP100ÁLBUMES)    | 1              |

### Certificação
| País                 | Certificação | Vendas  |
| -------------------- | ------------ | ------- |
| Espanha - PROMUSICAE | Platina      | 60.000+ |

## Ver Também
- Discografia de David Bisball